# Francisco de Assis Almeida Brasil
Francisco de Assis Almeida Brasil, mais conhecido como Assis Brasil (Parnaíba, 1929 - Teresina, 28 de novembro de 2021) foi um escritor brasileiro, membro da Academia Piauiense de Letras.

## Biografia
Romancista, cronista, ensaísta, escritor piauiense e jornalista; atuou também como crítico literário, intensamente, na imprensa brasileira, especialmente no Jornal do Brasil, Diário de Notícias, Correio da Manhã e O Globo, assim como nas revistas O Cruzeiro, Enciclopédia Bloch e Revista do Livro.
Tem mais de cem obras publicadas, entre elas Beira Rio Beira Vida, 1965; A Filha do Meio Quilo, 1966; O Salto do Cavalo Cobridor e Pacamão (Tetralogia Piauiense); Os que Bebem como os Cães (Ciclo do Terror); Nassau, Sangue e Amor nos Trópicos, Jovita e Tiradentes (romances históricos).
Morreu em 28 de novembro de 2021, aos 92 anos de idade, em Teresina.

## Obras
Índex com as principais obras do autor:
- Gavião Vaqueiro

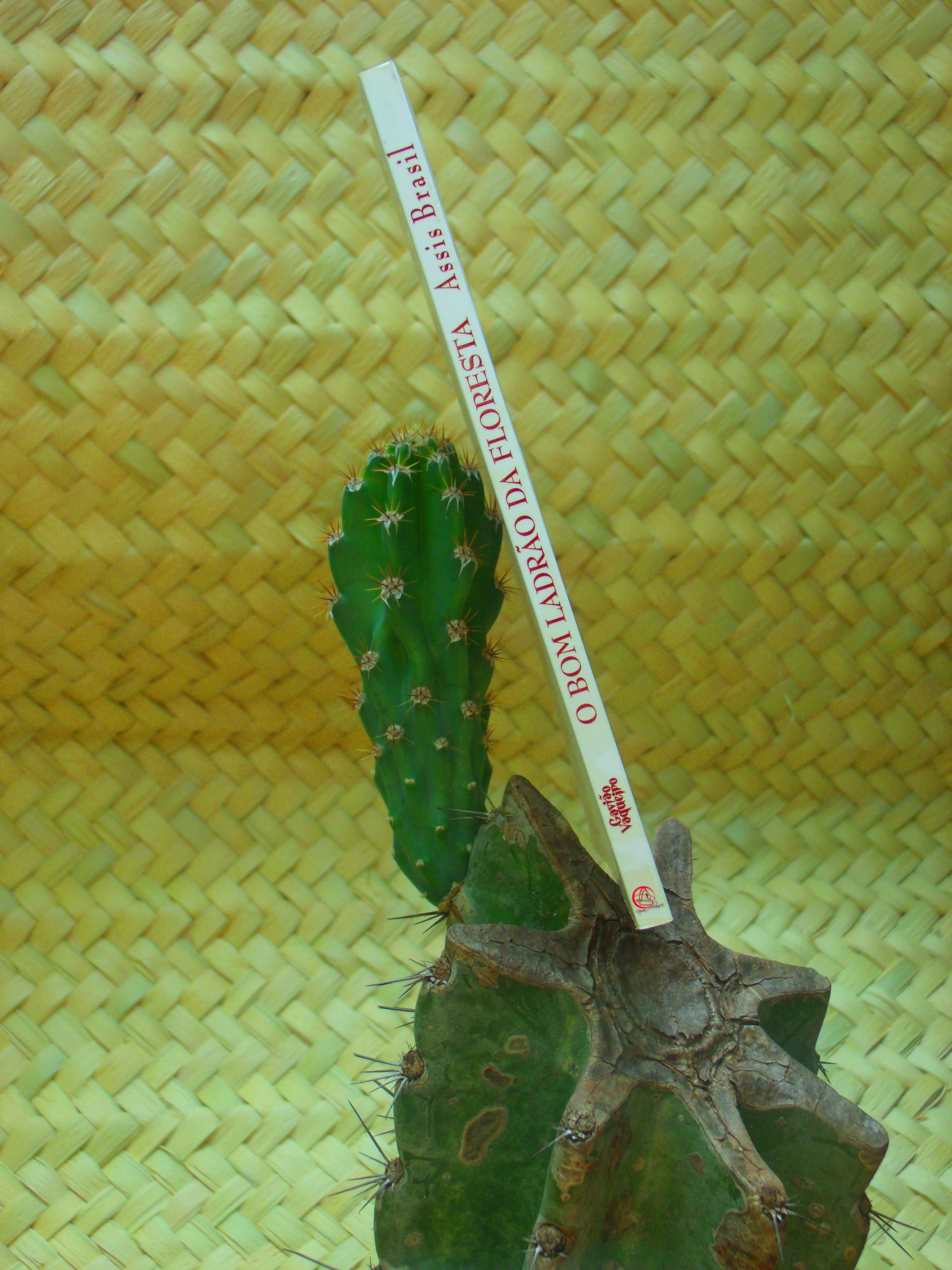
Gavião Vaqueiro, uma das obras de Assis Brasil.

- Aventura no mar (Verdes mares bravios), Infanto-juvenil/Melhoramentos, São Paulo, 1955/1986.
- Contos do cotidiano triste, Contos/Universitária, Rio de Janeiro, 1955.
- Faulkner e a técnica do romance, Ensaio/Leitura, Rio de Janeiro, 1964.
- Beira rio beira vida, Romance/O Cruzeiro, Rio de Janeiro, 1965.
- A filha do meio-quilo, Romance/O Cruzeiro, Rio de Janeiro, 1966.
- Cinema e literatura, Ensaio/Tempo Brasileiro, Rio de Janeiro, 1967.
- O salto do cavalo cobridor (O Caboclo e a Cigana), Romance/O Cruzeiro, Rio de Janeiro, 1968.
- Pacamão, Romance, Bloch Editores, Rio de Janeiro, 1969.
- Graciliano Ramos, Ensaio, Organizações Simões, Rio de Janeiro, 1969.
- Adonias Filho, Ensaio, Organizações Simões, Rio de Janeiro, 1969.
- Guimarães Rosa, Ensaio, Organizações Simões, Rio de Janeiro, 1969.
- Clarice Lispector, Ensaio, Organizações Simões, Rio de Janeiro, 1969.
- O Livro de Judas, Novela, Clube do Livro/Atual Editora, São Paulo, 1986.
- Ulisses, o sacrifício dos mortos, Novela, Livros do Mundo Inteiro, Rio de Janeiro, 1970.
- Carlos Drummond de Andrade, Ensaio, Livros do Mundo Inteiro, Rio de Janeiro, 1971.
- Joyce, o romance com forma, Ensaio, Livros do Mundo Inteiro, Rio de Janeiro, 1971.
- A nova literatura (O romance), Ensaio, Companhia Editora Americana, 1973.
- A volta do herói, Novela, Expressão e Cultura, Rio de Janeiro, 1974.
- Os que bebem com os cães, Romance, Nórdica, Rio de Janeiro, 1975.
- A rebelião dos órfãos, Novela, Artenova, Rio de Janeiro, 1975.
- Tiúbe, a mestiça, Novela, Atual Editora, São Paulo, 1975/1986.
- A vida não é real, Contos, Clube do Livro, São Paulo, 1975.
- A nova literatura (A poesia), Ensaio, Companhia Editora Americana, 1975.
- A nova literatura (O conto), Ensaio, Companhia Editora Americana, 1975.
- A nova literatura (A crítica), Ensaio, Companhia Editora Americana, 1975.
- O aprendizado da morte, Romance, Nórdica, Rio de Janeiro, 1976.
- O modernismo, Ensaio, Companhia Editora Americana, 1976.
- Deus, o Sol, Shakespeare, Romance, Nórdica, Rio de Janeiro, 1978.
- Redação e criação, Didático, Nórdica, Rio de Janeiro, 1978.
- Dicionário prático de literatura brasileira, Paradidático, Ediouro, Rio de Janeiro, 1978.
- Tetralogia piauiense, reunindo Beira rio beira vida, A filha do meio-quilo, O salto do cavalo  cobridor e Pacamão, Romances, Nórdica, Rio de Janeiro, 1979. [2ª edição, Fundec, Teresina, 2008]
- Vocabulário técnico de literatura, Paradidático, Ediouro, Rio de Janeiro, 1979.
- Os crocodilos, Nórdica, Rio de Janeiro, 1980.
- O livro de ouro da literatura brasileira (400 anos de história literária), Paradidático, Ediouro, Rio de Janeiro, 1980.
- Um preço pela vida (Aventuras de Gavião Vaqueiro), Infanto-juvenil, Melhoramentos/Salamandra, São Paulo/Rio de Janeiro, 1980/1990.
- O primeiro amor (Aventuras de Gavião Vaqueiro), Infanto-juvenil, Melhoramentos, São Paulo, 1980.
- O velho feiticeiro (Aventuras de Gavião Vaqueiro) , Infanto-juvenil, Melhoramentos, São Paulo, 1980.
- O destino da carne, Romance, Nórdica, Rio de Janeiro, 1982.
- A viagem da vida, reunindo O seqüestro, A viagem proibida e A pena vermelha do gavião (Aventuras de Gavião Vaqueiro), Infanto-juvenil, Melhoramentos, São Paulo, 1982.
- A técnica da ficção moderna, Ensaio, Nórdica, Rio de Janeiro, 1982.
- Tonico e Carniça, Infanto-juvenil, Ática, São Paulo, 1982.
- Mensagem às estrelas, Infanto-juvenil, Ediouro, Rio de Janeiro, 1983.
- Estilos e meios de comunicação, Paradidático, Ediouro, Rio de Janeiro, 1983.
- Ciclo de terror, reunindo Os que bebem como os cães, O aprendizado da morte, Deus, o Sol, Sheakespeare e Os Crocodilos, Romance, Nórdica, 1984.
- Zé Carrapeta, o guia do cego, Infanto-juvenil, Ediouro, Rio de Janeiro, 1984.
- O mistério de Kanitei, Infanto-juvenil, Ediouro, Rio de Janeiro, 1984.
- O menino-candeeiro, Infanto-juvenil, Ediouro, Rio de Janeiro, 1984.
- Dicionário do conhecimento estético, Paradidático, Ediouro, Rio de Janeiro, 1984.
- Sodoma esta velha, Romance, Nórdica, Rio de Janeiro, 1985.
- Os desafios de Kaíto, Infanto-juvenil, Ediouro, Rio de Janeiro, 1985.
- O camelô São Joaquim, Infanto-juvenil, Atual Editora, Rio de Janeiro, 1985.
- A fala da cor na dança do beija-flor, Infanto-juvenil, Companhia Editora Nacional, São Paulo, 1985.
- Contatos imediatos dos besouros astronautas (O menino do futuro), Infanto-juvenil, Nórdica/Vigília, 1985/1991.
- O destino é cego (Aventuras de Gavião Vaqueiro), Infanto-juvenil, Melhoramentos, São Paulo, 1986.
- A primeira morte (Aventuras de Gavião Vaqueiro), Infanto-juvenil, Melhoramentos, São Paulo, 1986.
- Na trilha das esmeraldas (Aventuras de Gavião Vaqueiro), Infanto-juvenil, Melhoramentos, São Paulo, 1986.
- Neném-Ruço, Infanto-juvenil, Atual Editora, São Paulo, 1986.
- Histórias do rio encantado, Contos, FTD, São Paulo. 1987.
- O cantor prisioneiro, Infanto-juvenil, Moderna, São Paulo, 1987.
- Arte e deformação (Como entender a estética moderna), Ensaio, Companhia Editora Nacional, São Paulo, 1987.
- O prestígio do Diabo, Romance, Melhoramentos, São Paulo, 1988.
- Pequeno pássaro com frio, Infanto-juvenil, Editora do Brasil, São Paulo, 1988.
- Novas aventuras de Zé Carrapeta, Infanto-juvenil, Record, Rio de Janeiro, 1988.
- Aventuras de Gavião Vaqueiro, reunindo A primeira morte e Na trilha das estrelas, Infanto-juvenil, Círculo do Livro, São Paulo, 1988.
- O mistério da caverna da coruja vegetariana, Infanto-juvenil, RHJ Livros, Belo Horizonte, 1989.
- Lobo Guará, meu amigo (Aventuras de Gavião Vaqueiro), Infanto-juvenil, Contexto, São Paulo, 1989.
- Nassau, sangue e amor nos trópicos, Romance histórico, Rio Fundo Editora, Rio de Janeiro, 1990.
- O mistério do punhal estrela (Aventuras de Gavião Vaqueiro), Infanto-juvenil, Scipione, São Paulo, 1990.
- Manuel e João, dois poetas pernambucanos, Ensaio, Imago, Rio de Janeiro, 1990.
- Perigo na missão Rondon (Aventuras de Gavião Vaqueiro), Infanto-juvenil, Moderna, São Paulo, 1991.
- Os esqueletos do Amazonas (Aventuras de Gavião Vaqueiro), Infanto-juvenil, José Olympio, Rio de Janeiro, 1991.
- Missão secreta na Transamazônica (Aventuras de Gavião Vaqueiro), Infanto-juvenil, RHJ Livros, Belo Horizonte, 1991.
- Villegagnon, paixão e guerra na Guanabara, Romance histórico, Rio Fundo Editora, Rio de Janeiro, 1991.
- Caminhos para a imortalidade, Ensaio, Hólon Editorial, Rio de Janeiro, 1991.
- Joyce e Faulkner, o romance da vanguarda, reunindo, atualizados, Faulkner e a técnica do romance e Joyce, o romance como forma, Ensaios, Imago, Rio de Janeiro, 1992.
- Vocabulário de ecologia, Paradidático, Ediouro, Rio de Janeiro, 1992.
- O tesouro da cidade fantasma (Aventuras de Gavião Vaqueiro), Infanto-juvenil, Imago, Rio de Janeiro, 1992.
- Tiradentes, poder oculto o livrou da forca, Romance histórico, Imago. Rio de Janeiro, 1993.
- Jovita, missão trágica no Paraguai, Romance histórico, Nótyra, Rio de Janeiro, 1992.
- Redação para o vestibular, Didático, Imago, Rio de Janeiro, 1994.
- A caçadora do Araguaia (Aventuras de Gavião Vaqueiro), Infanto-juvenil, Salamandra, Rio de Janeiro, 1994.
- O sábio e andarilho (Aventuras de Gavião Vaqueiro), Infanto-juvenil, Nova Fronteira, Rio de Janeiro, 1994.
- Quatro Orelhas: um guerreiro craô (Aventuras de Gavião Vaqueiro), Infanto-juvenil, Ao Livro Técnico, Rio de Janeiro, 1994.
- A poesia maranhense no século XX, Antologia, Imago, Rio de Janeiro, 1994.
- Coração de jacaré (Aventuras de Gavião Vaqueiro), Infanto-juvenil, Salamandra, Rio de Janeiro, 1994.
- Os habitantes no espelho, Infanto-juvenil, José Olympio, Rio de Janeiro, 1994.
- Os nadinhas, Infanto-juvenil, Scipione, São Paulo, 1995.
- A poesia piauiense no século XX, Antologia, Imago, Rio de Janeiro, 1995.
- Teoria e prática da crítica literária, Ensaio, Topbooks, Rio de Janeiro, 1995.
- Yakima, o menino-onça (Aventuras de Gavião Vaqueiro), Infanto-juvenil, Saraiva, Rio de Janeiro, 1995.
- O segredo do galo-madrinha (Aventuras de Gavião Vaqueiro), Infanto-juvenil, Scipione, Rio de Janeiro, 1995.
- Paraguaçu e Caramuru: Paixão e morte da nação Tupinambá, Romance histórico, Rio Fundo Editora, Rio de Janeiro, 1995.
- A sabedoria da floresta (Aventuras de Gavião Vaqueiro), Infanto-juvenil, Scipione, Rio de Janeiro, 1995.
- A poesia cearense no século XX, Antologia, Imago, Rio de Janeiro, 1996.
- Os desafios do rebelde (Aventuras de Gavião Vaqueiro), Infanto-juvenil, Saraiva, Rio de Janeiro, 1996.
- A poesia goiana no século XX, Antologia, Imago, Rio de Janeiro, 1997.
- Jeová dentro do judaísmo e do cristianismo, Ensaio, Imago, Rio de Janeiro, 1997.
- A poesia amazonense no século XX, Antologia, Imago, Rio de Janeiro, 1998.
- A poesia fluminense no século XX, Antologia, Imago, Rio de Janeiro, 1998.
- O sol crucificado, Novelas, Imago, Rio de Janeiro, 1998.
- A poesia norte rio-grandense no século XX, Antologia, Imago, Rio de Janeiro, 1998.
- Corisco, o último cavalo selvagem (Aventuras de Gavião Vaqueiro), Infanto-juvenil, Saraiva, Rio de Janeiro, 1998.
- A poesia mineira no século XX, Antologia, Imago, Rio de Janeiro, 1998.
- A poesia sergipana no século XX, Antologia, Imago, Rio de Janeiro, 1998.
- A poesia espírito-santense no século XX, Antologia, Imago, Rio de Janeiro, 1998.
- A poesia baiana no século XX, Antologia, Imago, Rio de Janeiro, 1999.
- Bandeirantes, os comandos da morte, Romance histórico, Imago, Rio de Janeiro, 1999.
- Edição conjunta: Paraguaçu e Caramuru/origens obscuras da Bahia e Villegagnon/paixão e guerra na Guanabara, Romances históricos, Imago, Rio de Janeiro, 1999.
- Edição conjunta: Nassau, sangue e amor nos trópicos e Jovita, a Joana D'Arc brasileira, Romances históricos, Imago, Rio de Janeiro, 2000.
- A vida pré-humana de Jesus - O mistério da imortalidade, Ensaio, Imago, Rio de Janeiro, 2001.
- Apocalipse - A espécie terminal, Ensaio, Imago, Rio de Janeiro, 2001.
- Mário Faustino: Do Piauí para o mundo, Ensaio, Jornal Meio Norte, Teresina, 2001.
- Herberto Sales: Regionalismo e utopia, Ensaio, Academia Brasileira de Letras (Coleção Austregésilo de Athayde), Rio de Janeiro, 2002.
- A Chave do Amor e outras histórias piauienses, Contos, Imago, Rio de Janeiro, 2007.
- O Bom Ladrão da Floresta (Aventuras de Gavião Vaqueiro), infanto-juvenil, Livraria Nova Aliança Editora, Teresina, 2008.
- Nemo, o peixinho filósofo, Infanto-juvenil, Livraria Nova Aliança Editora, Teresina, 2009.
- Um poeta chamado Grilo, Infanto-juvenil, Livraria Nova Aliança Editora, Teresina, 2009.
- A Vida não é Real, Contos reunidos, Imago Editora, Rio de Janeiro, 2009.
- O Menino que vendeu sua imagem, Infanto-juvenil, Livraria Nova Aliança Editora, Teresina, 2010.
- A Cura pela Vida ou a face obscura de Allan Poe, Romance palimpsesto, Imago Editora, Rio de Janeiro, 2010.